# Oligembia buscki
Oligembia buscki is een insectensoort uit de familie Teratembiidae, die tot de orde webspinners (Embioptera) behoort. De soort komt voor in Panama, Guatemala.
Oligembia buscki is voor het eerst wetenschappelijk beschreven door Ross in 1944.